# I last och lust
I last och lust — Sexuella bilder förr och nu är en debattbok från 1982 av Hans Nestius och utgiven under hans tid som ordförande i RFSU. Boken behandlar i text och bild pornografins historiska utveckling. Bokens syfte var att bilda opinion mot barnpornografi och speglar hur debatten fördes i början av 1980-talet.
På Kungliga biblioteket är boken inlåst i "Giftskåpet", ett kassaskåp till vilket endast två personer har tillgång. Boken var däremot tillgänglig på Stadsbiblioteket i Växjö tills Sveriges radios P4 Kronoberg ifrågasatte det i mars 2014.